# 法尔内塞
法尔内塞（義大利語：Farnese），是意大利维泰博省的一个市镇。总面积52.95平方公里，人口1692人，人口密度32.0人/平方公里（2009年）。ISTAT代码为056026。